# 等韻學
等韻學是漢語音韻學的一個分支，是中國古代以審音爲主，分析漢字讀音，說明發音原理和發音方法的學科，課題範圍和研究方式都類似西方的音韻學（phonology）。中國音韻學實質上是漢語歷史語言學的語音門類，而等韻學則是研究具體某時段地區漢語音系的的斷代音韻學（共時語音學）。

## 研究方法
傳統等韻學主要以等韻圖描述音系，以字母表明聲母系統（如三十六字母）；以七音、五音分析聲母發音部位；以清濁解釋聲母發音方法；以等、呼、內外轉揭示韻母的結構；以轉、攝概括韻類。由於等是該學科最複雜的概念，也是核心概念，其內含涉及聲母、韻部、介音等語音系統的諸多方面，而且古人研究音韻學往往側重於韻，所以該學科就稱作等韻學。

## 目的和功用
等韻學重點分析漢語音節結構和展示整個語音系統，對補充反切注音和韻書有必要。韻圖可以幫人理解反切上下字及所拼字音的音位學特徵，提供了用反切拼出正確字音的理論基礎，韻圖又完整展現了全部漢字音所構成的語音系統（音系），也就標明了韻書中散亂分佈的每一小韻在音系的地位。

## 現代的等韻研究
今人研究等韻目的不在於用韻圖描述現代漢語方言，而是解讀與整理古韻圖、結合韻書與其他材料，還原出韻圖與韻書所載錄的語音系統，並用科學的描述手段再現出來，爲漢語的歷史演變研究提供斷代材料。

## 等韻學概念

### 「紐攝轉呼等」音韻五分論
聲韻調口介（音韻五分論），或謂「紐攝轉呼等」五分論，是等韻學精華，將南北通塞區別問題納入《廣韻》模型中，可通論北語（鄴下音）兼論南言（金陵音）。「紐攝轉等呼」音韻五分論，所指亦即以「四十一聲紐」、「十六韻攝」、「陰陽入三調對轉」（陰陽對轉）、「開合二口呼」、「介音四分等」（開齊合撮／開合洪細）共五種分類方式將漢字音韻結構的共時語言學屬性與歷時語言學屬性整合為一，可通論共時的「聲韻調／紐攝轉」也可兼論歷時的「等呼」問題（古今是非問題）。「等呼」本為共時語言問題，開合二口呼、介音四分等本都是一般音韻描述方式，但「四等呼」的定義爭議（開齊合撮／開合洪細）令描述共時語言出現歧異，反而更方便說明歷時語言問題，「等呼」自此成為歷時語言研究的用語遠甚共時語言研究用途。

### 等呼論
等呼，為聲韻學上分析韻母結構的一種方法。音的洪細叫做等（四等），脣的開合叫做呼（二呼）。洪細的標準以韻頭（介音）或韻腹（主要元音）是否具有元音[i]為斷，有的叫做細，無的叫做洪。開合的標準以韻頭或韻腹是否具有元音[u]為斷，有的叫做合，無的叫做開。宋元的等韵學家按[u]的有無先分開合，然後再按[i]的有無區分洪細，同一洪細又按古今音變區分為一二三四等。大體來說，一等是古音的洪音，二等是變音的洪音，三等是變音的細音，四等是古音的細音。到明清時代，以實際的讀音為準，把古今音變的因素拋開，於是開口的一二等叫開口呼，合口的一二等叫合口呼，開口的三四等叫齊齒呼，合口的三四等叫撮口呼。潘耒類音說：「初出于喉，平舌舒脣，謂之開口，舉舌對齒，聲在舌腭之間，謂之齊齒，斂脣而蓄之，聲滿頤輔之間，謂之合口，蹙脣而成聲，謂之撮口。」以現在的話來說，凡是韻頭或主要元音有[i]沒有[u]的叫做齊齒呼。例如堅[tɕian]，嬌[tɕiau]；有[u]沒有[i]的叫合口呼。例如關（kuan），乖（kuai）；有[i]又有[u]的叫撮口呼。不過[iu]變成了[y]就是了。例如捐[tɕyan]，絕[tɕye]；沒有[i]也沒有[u]的叫開口呼。例如干[kan]，高[kau]。這就是所謂的四呼了。（陳新雄）

### 陰陽對轉[1]
1. 指古音陽聲韻與陰聲韻之間互變。
2. 狹義陰陽對轉，指無韻尾或有元音韻尾的韻同有鼻音韻尾的韻互變；
3. 廣義陰陽對轉，包括了有塞音韻尾的入聲韻，把入聲韻當陽聲韻，陽入對轉也稱陰陽對轉。
4. 興起於清儒戴震及弟子孔廣森先後總結提出。他們提出這理論並不是從語音成素的增加或減少來研究語音變化的實際情況，而是指古陰聲韻與陽聲韻互相押韻、諧聲、通假的現象，為研究古韻分部服務。

#### 章太炎《成均圖》重議
- 章太炎的陰陽對轉與孔廣森有三點不同：

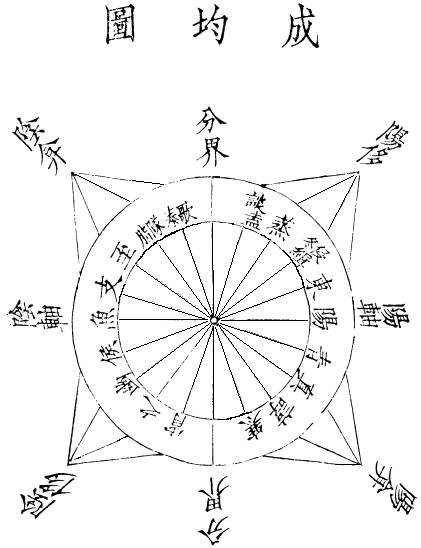
《成均圖》

1. 孔廣森是「一陰對一陽」，章太炎認為有一陰對一陽，也有「二陰對一陽」還有「三陰對一陽」。章太炎分古韻為廿三部，有陰陽相配關係。
2. 孔廣森九陰對九陽的內部順序沒有考慮到元音侈弇（開口度大小），頗為任意；章太炎則依照元音侈弇把陰陽各分兩類。
3. 孔廣森把「緝」、「盍」入聲當作陰聲，章太炎歸入陽聲。章太炎陰陽對轉不同孔廣森，源於兩者倡導這學說的目的不同。

- 孔廣森的陰陽對轉為古韻分部服務，章太炎為講文字諧聲、假借、孳乳張本，所以章太炎在《成均圖》中較多講旁轉。

### 旁轉
- 指古韻某部的字與鄰近韻部押韻、諧聲、通假的現象。章太炎把所有陽聲韻與陽聲韻、陰聲韻與陰聲韻之間的通轉都稱做旁轉，只要同為侈聲或弇聲即可。
- 章太炎概括了三種情況：

1. 主元音變化。
2. 收尾音變化。
3. 主元音和韻尾同時改變。

### 旁對轉
- 章太炎《國故論衡》用語。

## 參看
- 漢語音韻學
- 等韻圖
- 歷史語言學